# Thompsoniana jirouxi
Thompsoniana jirouxi är en skalbaggsart som beskrevs av Morati och Joseph Huet 2004. Thompsoniana jirouxi ingår i släktet Thompsoniana och familjen långhorningar. Inga underarter finns listade i Catalogue of Life.